# 寺泊站
- 關於越後交通長岡線寺泊站（第二代），請見「寺泊站 (越後交通)」。
- 關於越後交通長岡線寺泊站（第三代），請見「寺泊新道站」。

寺泊站（日语：／ Teradomari eki */?）是位於新潟縣長岡市寺泊竹森，東日本旅客鐵道（JR東日本）的越後線車站。
在1975年前，此站可轉乘越後交通長岡線。

## 歷史

### 國鉄、JR東日本
- 1913年（大正2年）4月20日：越後鐵道（日语：越後鉄道）出雲崎至地藏堂（現時為分水）之間開通，此站啟用，當時車站名為寺泊站（第一代）[1]。
- 1915年（大正4年）10月1日：車站改名為大河津站[2]。
- 1927年（昭和2年）10月1日：越後鉄道被國有化，柏崎至白山之間全線隸屬國鐵越後線（後來白山至新潟也編入至越後線）。
- 1973年（昭和48年）12月1日：結束貨物起卸業務。
- 1986年（昭和61年）11月1日：車站改名為寺泊站（第四代）[1]。
- 1987年（昭和62年）4月1日：伴隨國鐵分割民營化，車站由東日本旅客鐵道（JR東日本）營運。
- 1995年（平成7年）
  - 3月31日：當日起，新鐵開發（現時為：JR新潟Business（日语：ジェイアール新潟ビジネス））不再負責車站業務，JR東日本新潟分社與寺泊町（日语：寺泊町）簽定乘車票類簡易委託販賣契約書[3][4][5]。
  - 4月1日：成為簡易委託車站[3]和契約車站職員配置站[6]。

### 越後交通
- 1915年（大正4年）10月7日：長岡鐵道 與板至大河津（此站）至寺泊（第二代）之間啟用。
- 1960年（昭和35年）10月20日：中越地方三間鐵路、巴士公司合併，越後交通成立。
- 1973年（昭和48年）4月16日：大河津（此站）至寺泊（第三代）之間廢止。
- 1975年（昭和50年）4月1日：越後關原至大河津（此站）之間廢止。

## 車站構造

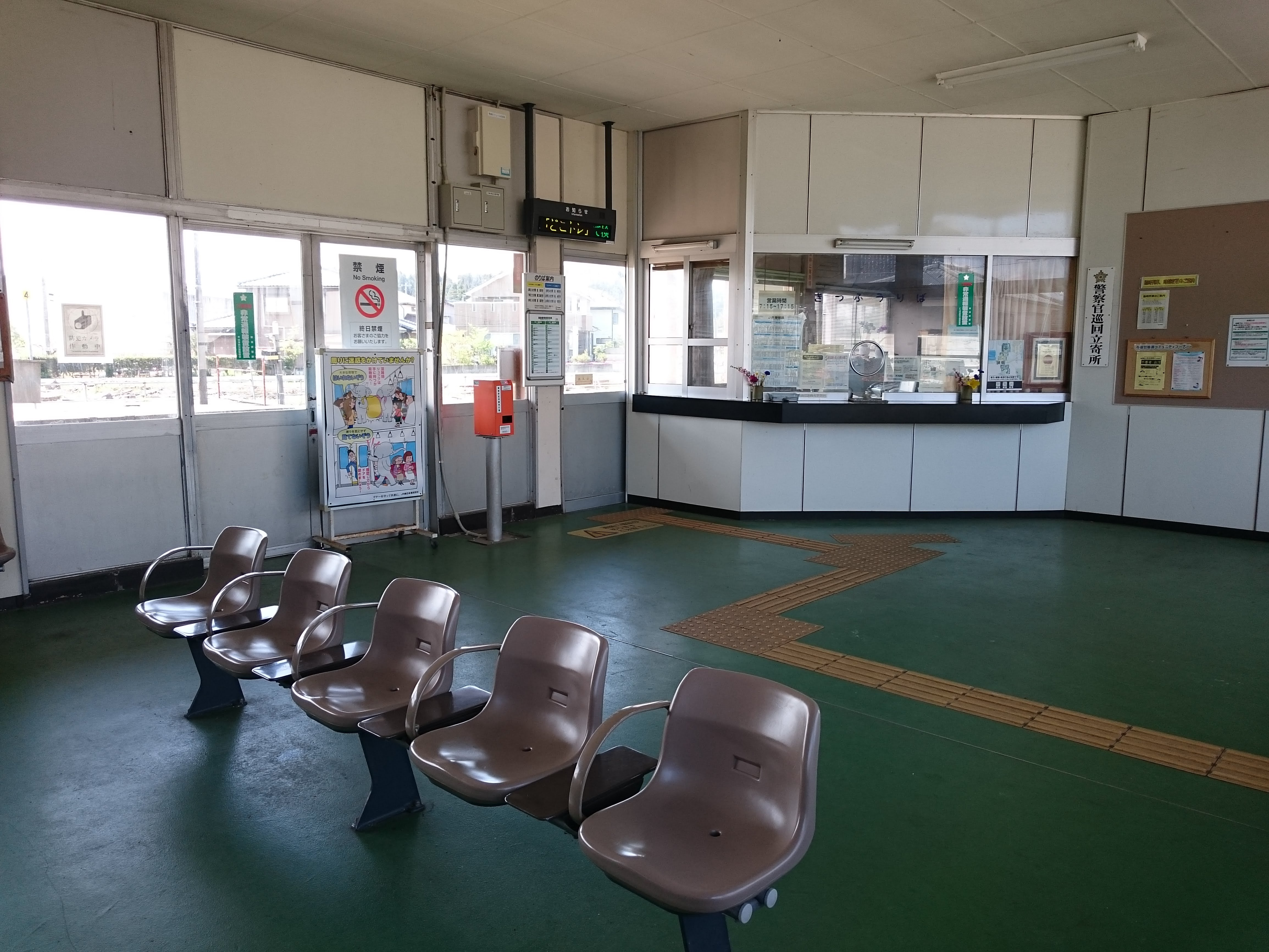
大堂

車站是一座地面車站，設有1面1線的單式月台和2面2線的相對式月台。各月台之間設有跨線橋連接。
此站是由燕三條站管理的業務委託車站，委托長岡市負責車站業務。若列車不需要進行交會，列車會使用靠近車站大樓（北邊）的1號月台。一人控制列車停靠此站時，會當作無人車站情況處理，即是在首卡車輛的後門乘車，前門下車。
在車站內設有車票販賣櫃臺、乘車站證明書發行機、廁所和候車室。

### 月台
| 月台 | 路線    | 上下行 | 方向     | 備註                 |
| ---- | ------- | ------ | -------- | -------------------- |
| 1    | ■越後線 | 下行   | 吉田方向 |                      |
| 1    | ■越後線 | 上行   | 柏崎方向 |                      |
| 2    | ■越後線 | 下行   | 吉田方向 | 從此站出發的列車使用 |
| 3    | ■越後線 | 上行   | 柏崎方向 | 部分列車使用此月台   |

在1995年3月尾前，此站委托新鐵開發負責車站業務，為業務委託車站。截至1994年8月，1日的平均上下車人次為定期為250人、非定期為110人，在翌年1995年度起正在考慮檢查轉為無人車站。
在2004年10月22日，此站與鄰站桐原站一同安裝簡易型自動售票機EVK1型。在2004年，新潟都市圈開始引入自動閘機。

## 使用狀況
根據「JR東日本」的資料，在2019年度（令和元年度）1日平均乘車人次為165人。
以下為近年乘車人次變化列表：
| 乘車人次變化       | 乘車人次變化     | 乘車人次變化    |
| 年度               | 1日平均 乘車人次 | 參考資料        |
| ------------------ | ---------------- | --------------- |
| 1999年（平成11年） | 260              | [ 3 ]           |
| 2000年（平成12年） | 283              | [ 利用客数 2 ]  |
| 2001年（平成13年） | 279              | [ 利用客数 3 ]  |
| 2002年（平成14年） | 268              | [ 利用客数 4 ]  |
| 2003年（平成15年） | 258              | [ 利用客数 5 ]  |
| 2004年（平成16年） | 245              | [ 利用客数 6 ]  |
| 2005年（平成17年） | 233              | [ 利用客数 7 ]  |
| 2006年（平成18年） | 234              | [ 利用客数 8 ]  |
| 2007年（平成19年） | 212              | [ 利用客数 9 ]  |
| 2008年（平成20年） | 217              | [ 利用客数 10 ] |
| 2009年（平成21年） | 213              | [ 利用客数 11 ] |
| 2010年（平成22年） | 221              | [ 利用客数 12 ] |
| 2011年（平成23年） | 203              | [ 利用客数 13 ] |
| 2012年（平成24年） | 229              | [ 利用客数 14 ] |
| 2013年（平成25年） | 250              | [ 利用客数 15 ] |
| 2014年（平成26年） | 221              | [ 利用客数 16 ] |
| 2015年（平成27年） | 207              | [ 利用客数 17 ] |
| 2016年（平成28年） | 198              | [ 利用客数 18 ] |
| 2017年（平成29年） | 177              | [ 利用客数 19 ] |
| 2018年（平成30年） | 160              | [ 利用客数 20 ] |
| 2019年（令和元年） | 165              | [ 利用客数 1 ]  |

## 車站周邊
車站位於內陸，距離（前）寺泊町中心約5公里。車站可轉乘巴士前往町中心，車程15分鐘。在站前設有的士等候。
位於海邊寺泊中心（寺泊港）設有渡輪航線前往佐渡島。在該處設有觀光景點「魚之市場通」和寺泊水族博物館。但是車站周邊只有一些便利店、商店和住宅區。

## 巴士路線

越後線沿線的巴士路線圖。此站設有紅色巴士路線。

此站設有越後交通巴士站，停靠的巴士路線可前往大町（寺泊地域中心）方向與長岡站前方向。（詳情參見「越後交通 寺泊地區時間表 （页面存档备份，存于）」）
- 寺泊站前巴士站
  - 急行 前往坂井町、大野積（寺泊地域中心方向）
  - 急行 經與板仲町 前往長岡站前

## 相鄰車站
東日本旅客鐵道（JR東日本）
■越後線
桐原－寺泊－分水

## 注腳

### 使用狀況
1. 1 2  . 東日本旅客鉄道.   [2020-07-18]. （原始内容存档于2020-07-10） （日语）.
2. ↑  . 東日本旅客鉄道.   [2019-04-08]. （原始内容存档于2018-02-13） （日语）.
3. ↑  . 東日本旅客鉄道.   [2019-04-08]. （原始内容存档于2019-04-02） （日语）.
4. ↑  . 東日本旅客鉄道.   [2019-04-08]. （原始内容存档于2019-04-02） （日语）.
5. ↑  . 東日本旅客鉄道.   [2019-04-08]. （原始内容存档于2019-04-02） （日语）.
6. ↑  . 東日本旅客鉄道.   [2019-04-08]. （原始内容存档于2019-02-23） （日语）.
7. ↑  . 東日本旅客鉄道.   [2019-04-08]. （原始内容存档于2017-08-08） （日语）.
8. ↑  . 東日本旅客鉄道.   [2019-04-08]. （原始内容存档于2019-03-27） （日语）.
9. ↑  . 東日本旅客鉄道.   [2019-04-08]. （原始内容存档于2017-08-08） （日语）.
10. ↑  . 東日本旅客鉄道.   [2019-04-08]. （原始内容存档于2019-04-02） （日语）.
11. ↑  . 東日本旅客鉄道.   [2019-04-08]. （原始内容存档于2019-04-02） （日语）.
12. ↑  . 東日本旅客鉄道.   [2019-04-08]. （原始内容存档于2019-04-02） （日语）.
13. ↑  . 東日本旅客鉄道.   [2019-04-08]. （原始内容存档于2019-04-02） （日语）.
14. ↑  . 東日本旅客鉄道.   [2019-04-08]. （原始内容存档于2019-03-27） （日语）.
15. ↑  . 東日本旅客鉄道.   [2019-04-08]. （原始内容存档于2019-03-06） （日语）.
16. ↑  . 東日本旅客鉄道.   [2019-04-08]. （原始内容存档于2019-03-06） （日语）.
17. ↑  . 東日本旅客鉄道.   [2019-04-08]. （原始内容存档于2019-03-23） （日语）.
18. ↑  . 東日本旅客鉄道.   [2019-04-08]. （原始内容存档于2019-02-14） （日语）.
19. ↑  . 東日本旅客鉄道.   [2019-04-08]. （原始内容存档于2019-03-25） （日语）.
20. ↑  . 東日本旅客鉄道.   [2019-07-23]. （原始内容存档于2019-07-05） （日语）.

## 外部連結
- 車站資訊（寺泊）：東日本旅客鐵道（日語）
- 寺泊地域小冊子 （页面存档备份，存于）（日語） - 長岡市